# 台中市公車282路
台中市公車282路目前行駛自亞洲大學安藤館到桐林，由中台灣客運營運。

## 歷史
- 2013年1月1日：原公路客運6524路改制為台中市公車282路。原公路客運6525路改制為台中市公車283路。
- 2013年8月30日：原豐原客運市公車282路（霧峰國小－桐林）與283路（霧峰國小－南勢）整併為台中市公車282路（南勢－桐林），並轉讓給中台灣客運接續行駛，增加班次至40班（原為10班及6班）。[2]
- 2013年10月24日：調整發車時刻（南勢端06:50改至06:20發車；桐林端06:00改至05:40發車）。
- 2014年1月27日：調整發車時刻（南勢端06:20改至06:30發車；桐林端05:40改至05:50，07:20改至07:05，11:30改至12:00，17:00改至16:40發車）。
- 2014年8月25日：原南勢之端點，延駛至「亞洲大學安藤館」，增設「民生自強路口」、「新厝」、「丁台霧工五路口」、「二林」、「豐正中投東路口」、「板橋中投東路口」、「六股庄福德祠」、「六股庄」、「山腳巷」、「六股」、「光復國中小（柳豐路）」、「王厝」、「亞洲大學安藤館」等十三站，路線名稱變更為（亞洲大學安藤館－桐林），並調整發車時刻（亞洲大學端班次提早5到10分發車；桐林端10:50改至11:10發車）。
- 2014年12月1日：增停「船板橋」、「煙間」等站。
- 2015年1月23日：增停「丁台路296巷口」。
- 2016年4月1日：增設「豐正路538巷口」。
- 2017年3月1日：調整假日時刻公告，假日班次由雙向各20班調整為雙向各14班。[3]
- 2017年6月7日：發生行車安全事件[4][5]
- 2017年10月30日：增加繞駛霧峰區「峰西路-光明路-峰東路」路段，並增設「光明峰東路」站(雙向共站)。
- 2020年1月8日：增開「282路副線」繞駛至繞駛霧峰北豐路，副線沿途增停「中投東北豐路口」（往桐林方向）、「中投西北豐路口」（往亞洲大學安藤館方向），提供北勢、四德一帶偏遠地區住戶搭乘。[6]
- 2024年9月30日：282副線調整發車時刻，以及282副線路線調整為行駛光明路->峰東路->丁台路559巷->丁台路->中投東路。

## 路線基本資料
282路單程行車里數約18.4公里，單程行車時間約46分。來回各60站。
自亞洲大學安藤館起，沿柳豐路、中正路、六股路、板橋路、中投東路、豐正路、丁台路、霧工五路、霧工一路、四德路、樹仁路、中正路、光明街、民生路到桐林。返程則相反。

282副單程行車里數約20公里，單程行車時間約49分。來回各59站。
自亞洲大學安藤館起，沿柳豐路、中正路、六股路、板橋路、中投東路、豐正路、峰東路、光明路、峰西路、丁台路559巷、中投東路一段、中投西路一段、丁台路、霧工五路、霧工一路、四德路、樹仁路、中正路、光明街、民生路到桐林。

### 時刻表
282
- 時刻表僅供參考，請以母公司統聯客運網站公告為準。

| 台中市公車282路平日時刻列表 | 台中市公車282路平日時刻列表 | 台中市公車282路平日時刻列表 | 台中市公車282路平日時刻列表 |
| --------------------------- | --------------------------- | --------------------------- | --------------------------- |
| 亞洲大學安藤館開時刻        | 亞洲大學安藤館開備註        | 桐林開時刻                  | 桐林開備註                  |
| 06:40                       | -                           | 05:50                       | -                           |
| 07:30                       | -                           | 06:30                       | -                           |
| 07:50                       | -                           | 06:35                       | -                           |
| 09:30                       | -                           | 08:30                       | -                           |
| 09:50                       | -                           | 08:50                       | -                           |
| 11:30                       | -                           | 10:30                       | -                           |
| 11:50                       | -                           | 10:50                       | -                           |
| 14:00                       | -                           | 13:00                       | -                           |
| 14:15                       | -                           | 13:15                       | -                           |
| 15:00                       | -                           | 13:50                       | -                           |
| 16:10                       | -                           | 15:00                       | -                           |
| 16:15                       | -                           | 15:15                       | -                           |
| 17:00                       | -                           | 16:00                       | -                           |
| 17:40                       | -                           | 16:30                       | -                           |
| 18:20                       | -                           | 17:15                       | -                           |
| 18:40                       | -                           | 17:30                       | -                           |

| 台中市公車282路假日時刻列表 | 台中市公車282路假日時刻列表 | 台中市公車282路假日時刻列表 | 台中市公車282路假日時刻列表 |
| --------------------------- | --------------------------- | --------------------------- | --------------------------- |
| 亞洲大學安藤館開時刻        | 亞洲大學安藤館開備註        | 桐林開時刻                  | 桐林開備註                  |
| 06:40                       | -                           | 05:40                       | -                           |
| 07:20                       | -                           | 06:25                       | -                           |
| 09:00                       | -                           | 08:10                       | -                           |
| 10:50                       | -                           | 09:50                       | -                           |
| 13:40                       | -                           | 12:00                       | -                           |
| 14:30                       | -                           | 13:40                       | -                           |
| 16:10                       | -                           | 15:00                       | -                           |
| 17:00                       | -                           | 16:00                       | -                           |
| 17:40                       | -                           | 16:30                       | -                           |
| 18:10                       | -                           | 17:15                       | -                           |

282副
| 台中市公車282副平/假日時刻列表 | 台中市公車282副平/假日時刻列表 | 台中市公車282副平/假日時刻列表 | 台中市公車282副平/假日時刻列表 |
| ------------------------------ | ------------------------------ | ------------------------------ | ------------------------------ |
| 亞洲大學安藤館開時刻           | 亞洲大學安藤館開備註           | 桐林開時刻                     | 桐林開備註                     |
| 08:40                          | -                              | 07:40                          | -                              |
| 10:40                          | -                              | 09:40                          | -                              |
| 13:40                          | -                              | 11:40                          | -                              |
| 15:30                          | -                              | 14:35                          | -                              |

### 收費
- 依里程計費；刷電子票證10公里免費。
- 里程計費說明：
  - 基本里程：8公里。
  - 基本里程票價全票20元、半票11元。
  - 超過基本里程（8公里）計費方式：
    - 全票=[2.431 x 搭乘里程數x （1+5%營業稅）] （四捨五入）
    - 半票=[2.431 x 搭乘里程數x （1+5%營業稅）] x 50% （四捨五入）

  - 兒童、老人、身心障礙者及其陪伴者依規定半票收費。

### 停站
- 參見右側路線圖。
- 路線圖更新時間為2025年1月30日。

### 途經學校
全程經過多間學校如:光復國中小、亞洲大學、光正國小（页面存档备份，存于）、霧峰國小（页面存档备份，存于）、僑榮國小（页面存档备份，存于）、霧峰國中、桐林國小 （页面存档备份，存于）